# بابا (فلم)
بابا هو فيلم رومانسي كوميدي مصري إنتاج 2012، بطولة الفنان أحمد السقا. وتاريخ عرضه يوافق عيد الفطر لسنة 1433 هـ.

## القصة
تدور أحداث الفيلم حول الطبيب حازم (أحمد السقا) طبيب أمراض النسا الذي تتعلق بحبه مهندسة الديكور فريدة (درة) وعقب زواجهما يفاجأ حازم بعدم قدرته على الإنجاب فيضطر للجوء إلى عملية الحقن المجهري، فترى هل سيتمكن من تحقيق رغبتهما·

## طاقم التمثيل
| - أحمد السقا: حازم - درة: فريدة - صلاح عبد الله: د.عبد الوهاب - إدوارد: أمجد - خالد سرحان: سعيد - لطفي لبيب: الشيخ خالد | - محمد وفيق: والد فريدة - مها أبو عوف: والدة حازم - هناء الشوربجي: والدة فريدة - سليمان عيد: الجرسون النوبي - إيمان السيد: الممرضة حنان | - منحة زيتون :والدة أمجد - بسنت :زوجة أمجد - إحسان صالح: المذيعة - إيناس : الراقصة - نيكول سابا ضيف شرف |

| - عمر السعيد: هاني موريس - عنايات صالح: أم في المركز - إيهاب فهيم: القس - جيدا: منظمة المؤتمر - مصطفى عبد الجواد: د. أشرف - إبراهيم السمان: طارق أخو فريدة - داليا رمزي: زوجة طارق - أمهات عيد الميلاد: سها الفقي- فدا - نيرة عارف - دانا | - أمهات عيد الميلاد: مهي عباس - وفاء السيد - هايدي عبد الخالق - - نهى محمود: ممرضة - رانيا: موظفة الريسيبشين - محمد الدمراوي: الزوج - هبة سمير: زوجة تلد - عبد التواب محمد: مقاول - شاهيناز القماش: الخطيبة - مهند الكاشف: الخطيب | - سليمان ربيع :جورج - أصدقاء فريدة: نشوى الأبياري - مريم أبو المجد - بوسي - أصدقاء حازم: أحمد عبد الحي - محمد سلامة - طارق الخواس: عمرو - رحاب عرفة : زوجة عمرو - الطفل: سيف - الأطفال: سهيلة أحمد - يوسف أحمد - وعد - |

## روابط خارجية
- مقالات تستعمل روابط فنية بلا صلة مع ويكي بيانات